# Ставро Грозданов
Ставро Н. Грозданов (на английски: Chris Grozdanove или Stavro Grozdanove) е български революционер, деец на Вътрешната македоно-одринска революционна организация.

## Биография
Грозданов е роден в 1886 година в костурското село Връбник, тогава в Османската империя, днес в Албания. Братовчед е на Нако Грозданов и на Пандо Кляшев. В 1903 година по време на Илинденско-Преображенското въстание е в четата на Пандо Кляшев. Екзекутира шпионина Голич от Ощима и участва в сражението при Въмбел, където е ранен и е лекуван в Битоля от д-р Робев. След въстанието става самостоятелен войвода на българо-албанска чета. В 1907 година след сражение в Смърдеш е заловен заедно с Апостол Кочкона и осъден на смърт. На следната 1908 година е амнистиран след Младотурската революция. Работи за кратко легално заедно с Васил Чекаларов, след което емигрира в Торонто, Канада. Там става член на МПО „Правда“.